# Valva (botànica)
Una valva és cada part en què se separa el pericarpi dels fruits dehiscents una vegada oberts. Apareixen tant en els fruits simples com en els compostos.
Aquesta separació pot ser completa o incompleta i es pot realitzar a través de les sutures o per esquerdes paral·leles a les mateixes, com en el cas de les orquídies. Cada valva pot tenir una o diverses llavors.
En els fruits uniloculars, en cas d'haver-hi placentació parietal, les valves estan formades de dues meitats de fulles carpelars diferents si les placentes es troben sobre la línia mitjana de les valves, mentre que si es troben sobre ambdues vores de les valves, cada valva correspon a una fulla carpelar.
Segons el nombre de valves, es qualifica al fruit com a univalve, divalve, trivalve o multivalve, etc., si la dehiscència (obertura del pericarp) és completa; o semidivalve, semitrivalve, etc, si aquesta és incompleta.

## Segons el fruit
- Els fol·licles tenen una sola valva.

- Els llegums tenen generalment dues valves que poden tenir cadascuna una o més llavors.

- Les síliques s'obren en dues valves, començant per la part inferior.